# Legend (film fra 2015)
 For alternative betydninger, se Legend. (Se også artikler, som begynder med Legend)
Legend er en britisk krimi- og thrillerfilm fra 2015, skrevet og instrueret af den amerikanske instruktør Brian Helgeland. Filmen er baseret på John Pearsons bog The Profession of Violence: The Rise and Fall of the Kray Twins, som omhandler tvillingerne storhed og fald i forbryderverdenen indtil deres fængsling i 1969.
Kray-tvillingerne spilles som en dobbeltrolle af Tom Hardy, derudover medvirker Emily Browning, David Thewlis og Christopher Eccleston med Chazz Palminteri, Paul Bettany, Tara Fitzgerald og Taron Egerton såvel som sangeren Duffy i biroller.

## Medvirkende
- Tom Hardy som Ronald "Ronnie" og Reginald "Reggie" Kray
- Emily Browning som Frances Shea
- Christopher Eccleston som Leonard "Nipper" Read
- David Thewlis som Leslie Payne
- Taron Egerton som Edward "Mad Teddy" Smith
- Chazz Palminteri som Angelo Bruno
- Paul Bettany som Charlie Richardson
- Colin Morgan som Frankie Shea
- Tara Fitzgerald som Mrs. Shea, Frances og Frankies mor.
- Aneurin Barnard som David Bailey
- Paul Anderson som Albert Donoghue
- Duffy som Timi Yuro
- Kevin McNally som Harold Wilson
- John Sessions som Lord Boothby
- Alex Giannini som Antonio Caponigro
- Sam Spruell som Jack McVitie
- Adam Fogerty som Big Pat